# Octodon degus
El degú o degu (mapudungun dewü, rata, ratón) (Octodon degus) es una especie de roedor histricomorfo de la familia Octodontidae. Es conocido también por multitud de otros nombres, como degú/ratón cola de pincel, degú/ratón de las pircas, ardilla chilena (no confundir con la ardilla roja, la ardilla coreana, la ardilla listada verdadera, la ardilla listada y el resto de ardillas) o, incluso, ratón cola de trompeta. Sin embargo, este pequeño caviomorfo endémico de Chile es usualmente denominado degú común, para distinguirlo de los otros miembros del género Octodon. El término degú por sí solo, no obstante, puede usarse para referirse al género Octodon o, de forma común, a Octodon degus. Otros caviomorfos con los que los degús están estrechamente relacionados son las chinchillas y los conejillos de Indias (ver infraorden Caviomorpha).

## Comportamiento social
Los degús son altamente sociales. Viven en madrigueras subterráneas, que suelen excavar en comunidad. Los degús que cavan juntos coordinan sus actividades, formando cadenas de excavación. Las hembras que viven en el mismo grupo pueden anidar comunalmente; cuidan de la cría de otras hembras. Pasan una gran cantidad de tiempo en la superficie, cuando salen en busca de alimentos. Cuando están buscando alimento, su habilidad para detectar predadores se incrementa en grandes grupos, y cada animal necesita pasar menos tiempo vigilando. Los degús cuentan con una amplia variedad de formas de comunicación: tienen un elaborado repertorio vocal, y los jóvenes deben poder oír los llamados de su madre para que sus sistemas emocionales cerebrales se desarrollen correctamente. Usan su orina como marca aromática, y algunos experimentos han demostrado que reaccionan ante las marcas de otros individuos.
Al igual que las chinchillas, los degús pueden reproducirse en cualquier época del año. Su periodo de gestación, de 90 días, es muy largo comparado con los de otros roedores. Debido a este largo embarazo, las crías de degú nacen completamente cubiertas de pelo y con sus ojos abiertos. Las camadas de los degús oscilan entre 3 y 9 crías, siendo la media de 4. Los degús son relativamente precociales, y sus sistemas auditivos y visuales son funcionales desde el nacimiento. Las hembras presentan un celo fértil justo después del parto, por lo que pueden quedar gestantes sin problemas tras dar a luz. Además, muestran un marcado periodo puberal, lo que lo convierte en un buen modelo roedor para investigaciones relacionadas con hormonas gonadales.
A diferencia de otras especies de su familia, los degús son diurnos y tienen buena vista. Sus retinas incluyen células bastones y dos tipos de células cono, cuyas máximas sensibilidades en la región ultravioleta y verde del espectro. Experimentos sobre su comportamiento han mostrado que los degús son capaces de distinguir la luz ultravioleta. Es probable que esta sensibilidad tenga una función social, ya que tanto su pelo ventral (del vientre) como su orina su altamente reflectantes de la luz UV.

## Distribución y hábitat
Es una especie que se encuentra en la zona occidental de los Andes, entre Vallenar y Curicó.
Habita en galerías subterráneas que excava en las estepas de matorrales o zonas montañosas de los Andes, aunque también es posible verlos en terrenos semi-pantanosos o cerca de los campos de cultivo, dada la proximidad de su alimento. 

## Dieta

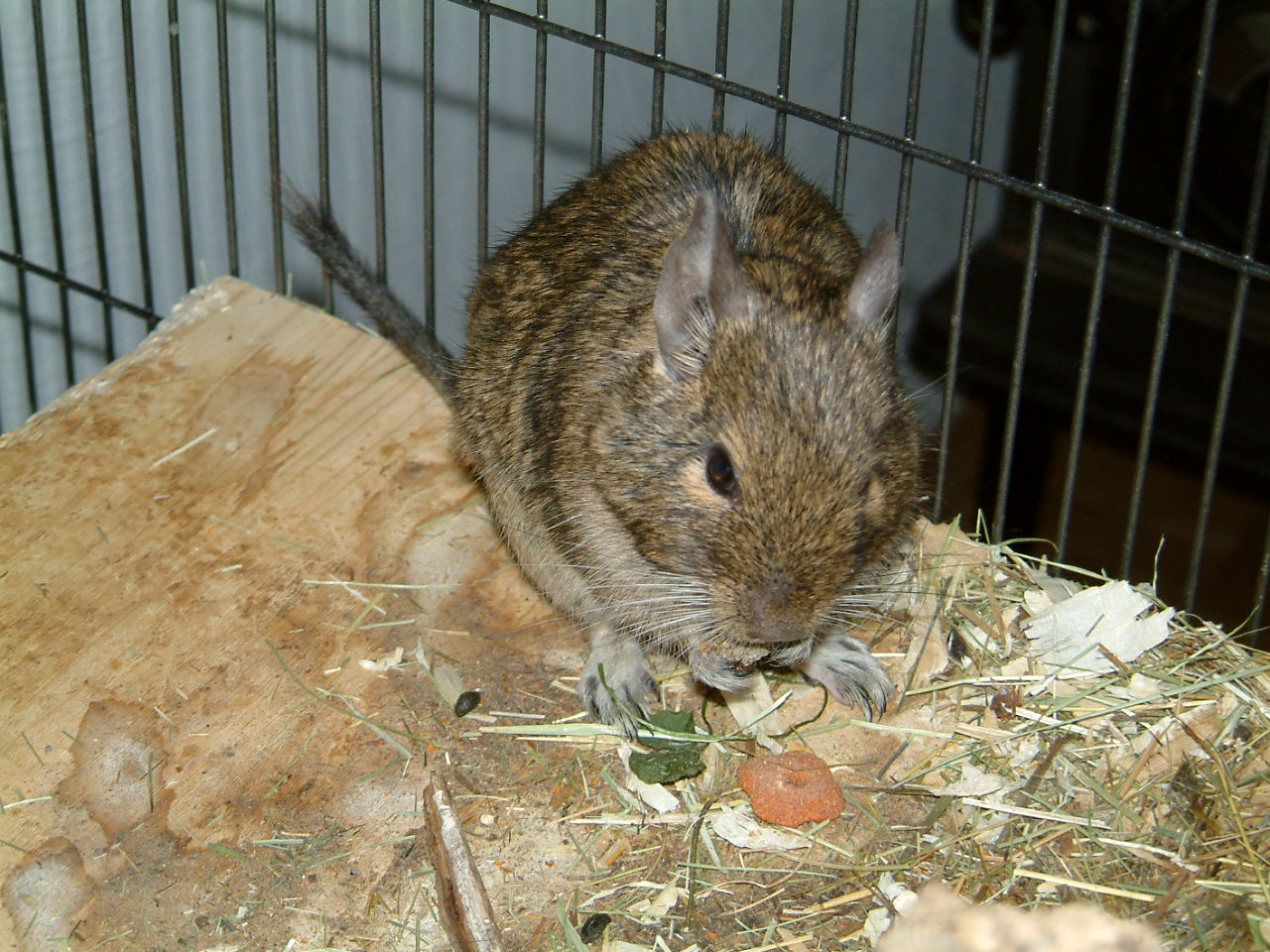
Un degú comiendo.

Los degús son herbívoros, se alimentan de hierba y hojas de arbustos, aunque también pueden tomar semillas. Su ritmo de alimentación depende de la velocidad con que puedan digerir esta comida relativamente de baja calidad, y esto varía entre el tipo de comida y las condiciones ambientales, y al igual que algunos otros herbívoros como los conejos, presentan coprofagia, comiendo sus propias heces para extraer más nutrientes de ellas. Esto también sirve para mantener un funcionamiento saludable de su intestino cuando la comida escasea. Aunque están activos durante el día, en el verano no abandonan sus madrigueras a mitad del día, y en condiciones cálidas buscan comida tan rápido como sea posible en lugar de maximizar la calidad de sus alimentos. Suelen hacer su búsqueda en áreas con sombra, aunque esta tendencia es reducida en ausencia de depredadores. En áreas abiertas pasan más tiempo vigilando, así que su efectividad al recolectar alimentos es menor. Los degús tienen un significante impacto en la vegetación de las zonas donde viven, y al ser el único roedor que recolecta comida de día , su número influye en la cantidad de comida disponible a los roedores nocturnos más numerosos. Sin embargo, el número de individuos de todas las especies de degús ha decaído en las décadas recientes, probablemente debido a alteraciones humanas.

## Relación con el ser humano
Los degús son propensos a la diabetes debido a su estructura divergente de insulina. Por esta razón son usados frecuentemente para investigaciones en este campo. Además, se ha postulado al degú como modelo animal de la enfermedad de Alzheimer, al haberse mostrado que desarrollan las placas amiloides características de esta enfermedad. La popularidad del degú como mascota fue influenciada por esta investigación, ya que los animales fueron importados en varios países para su estudio e investigaciones.

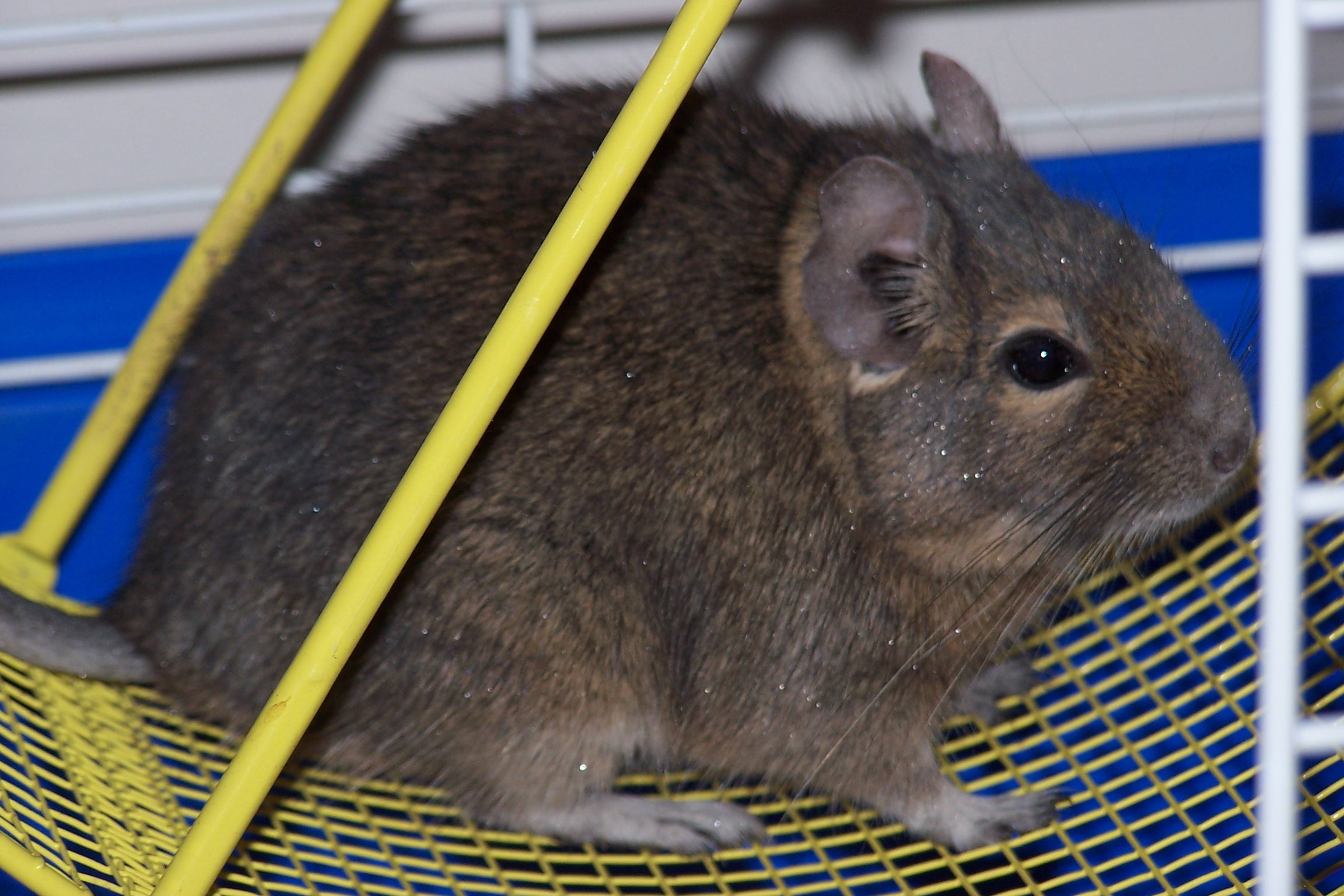
Degú después de un baño de polvo.

Los degús se han vuelto populares como mascotas, aunque hasta hace poco rara vez se podían encontrar en tiendas de mascotas. Sus ventajas sobre las mascotas pequeñas tradicionales son sus hábitos diurnos, su personalidad activa, y su tiempo de vida: se dice que viven hasta 13 años bajos circunstancias ideales (aunque una mala procedencia genética frecuentemente reduce significantemente el periodo de vida de un degú mascota). El periodo de vida promedio de un degú en cautiverio está entre los 5 y 8 años de edad. Una desventaja del degú como mascota es que roen mucho más que la mayoría de los otros roedores comunes como mascotas, especialmente a través de jaulas con fondo de plástico típicamente encontradas en tiendas de mascotas. Sin embargo, las jaulas de metal son cada vez más frecuentes y es muy fácil encontrar una apta (en dimensiones y materiales) para ellos. Los degús no domesticados, al igual que la mayoría de los animales pequeños, pueden ser propensos a morder, pero su inteligencia los hace fáciles de domesticar. Los degús con frecuencia dan mordiscos amistosos hacia sus dueños humanos, pero pueden dar una mordida defensiva si se sienten amenazados.

### Cuidados en cautiverio
Los degús se relacionan bien con los humanos, pero debido a su naturaleza altamente social es mucho mejor para su bienestar tener parejas o un mayor número de individuos del mismo sexo. Dos o más machos pueden ser conservados juntos, siempre que hayan permanecido juntos desde una temprana edad. Lo mismo aplica a las hembras, aunque en ambos casos es posible aumentar el grupo con miembros que no hayan nacido o crecido con ellos.
Tener dos degús es lo más habitual, aunque no hay límite máximo en cuanto al número de degús que puedan convivir en cautividad. Estos animales forman fuertes vínculos con otros miembros de su "grupo" y esto se extiende también hacia los humanos que pasan mucho tiempo cerca de ellos. Sin embargo, esos mismos vínculos hacen que la introducción de nuevos miembros al grupo no sea fácil y, en ocasiones, sea imposible. Modificar el número de miembros de un grupo es un proceso factible pero complejo (nunca se debe forzar la introducción o hacerla de golpe y sin preparación) en el que la personalidad de los degús tendrá la última palabra.
Los degús deben mantenerse en jaulas grandes con una base hecha de un sustrato adecuado, que conviene cambiar frecuentemente, para asegurar la limpieza del entorno, evitar que dañen sus patas con el fondo de la jaula y proporcionarles un medio en el que escarbar y esconder su comida. Debe proveerse heno fresco en la cantidad que requieran, ya que esto ayuda a mantener su sistema digestivo saludable y permite que se desarrolle el comportamiento de recolector.
Son animales muy activos, por lo que necesitan un elemento para hacer ejercicio (rueda o plato) con tamaño suficiente para no dañar su anatomía. Se recomienda que el diámetro de las ruedas de ejercicios que usen los degús tengan al menos 28 centímetros y estén libres de barras o barrotes en los que el degú pueda dañar sus patas.
Conviene tener cuidado con las jaulas con fondo de plástico, ya que su ansia roedora terminará por destruirlas (aunque esto a veces puede evitarse suministrando otros materiales para masticar y morder). Se recomienda albergarlos en jaulas hechas de metal. También, debido a su naturaleza roedora, juguetes y otros objetos de plástico deben mantenerse fuera del alcance de los degús, porque algunos plásticos contienen componentes como plastificadores que son tóxicos cuando se ingieren.
Finalmente, la naturaleza social del degú los puede hacer sentir solitarios, así que los humanos que tengan solo un espécimen deberían tratar de interactuar lo máximo posible con su mascota, colocar al animal en un lugar donde haya mucha actividad en la casa y sacarlos frecuentemente de su jaula. A los degús les gusta relacionarse con los humanos; algunos pueden sentarse e incluso dormir en el regazo si están cómodos o buscan caricias de sus dueños. Eso sí, siempre en un espacio controlado y libre de peligros (y objetos que puedan dañar).
El incremento en la popularidad de estos pequeños roedores ha creado una avalancha de degús puestos en adopción por culpa de dueños ignorantes o confiados incapaces de cuidarlos apropiadamente. Desde luego, esto también ha incrementado la conciencia de las necesidades de los degús como roedores de compañía únicos.

### Alimentación e higiene

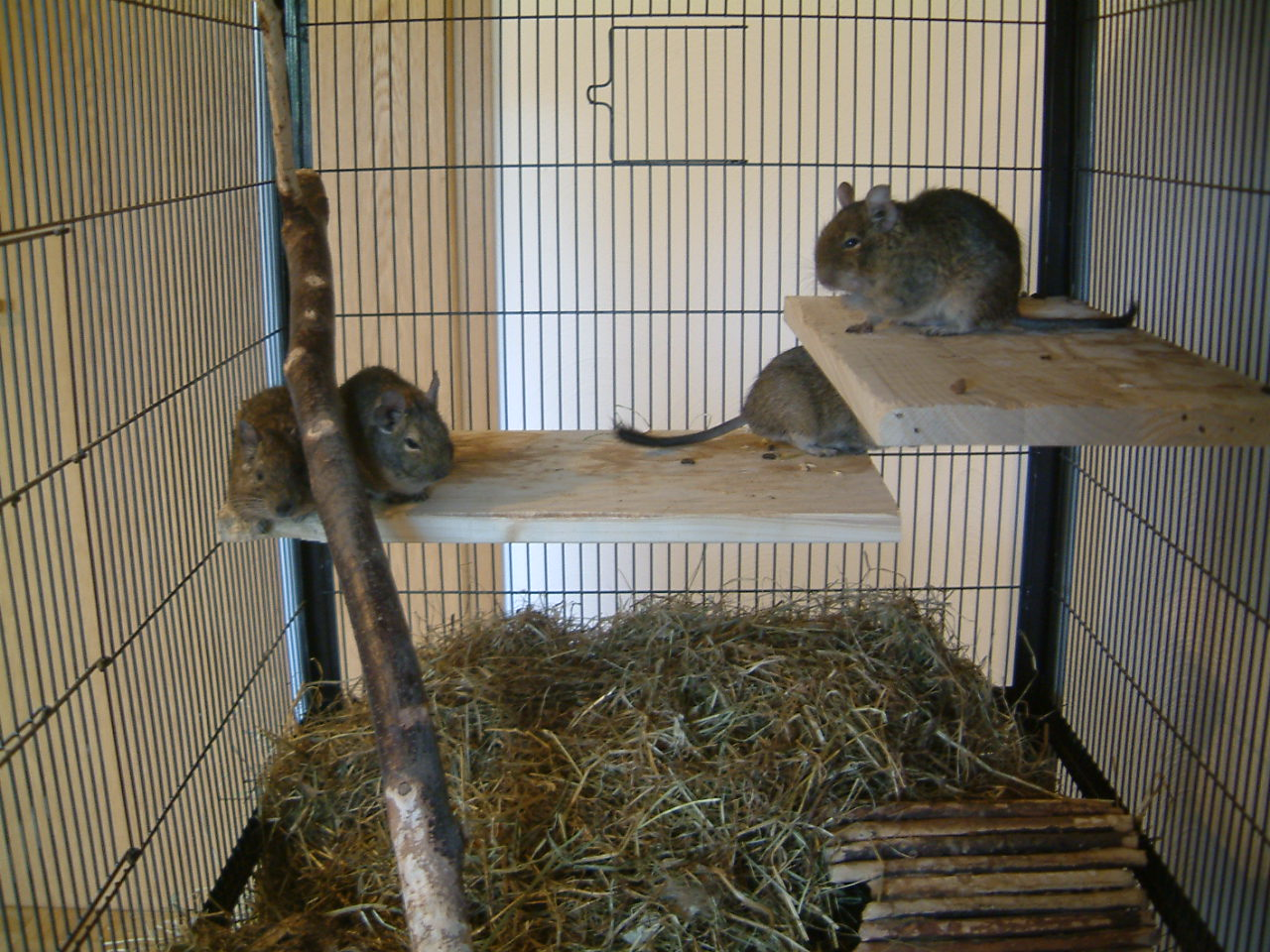
Degús en una jaula apropiada para sus necesidades.

Cuando se tienen como mascotas, es muy importante que su dieta sea lo más estricta posible, ya que no pueden ingerir azúcar y algunos tipos de madera pueden envenenarlos. Los degús en cautiverio pueden ser alimentados dos veces al día con 10 gramos de alimento para conejillo de Indias o chinchilla, o una mezcla de ambos (debe cuidarse que el alimento no contenga melaza - una sustancia azucarada o frutas). La comida para conejos no es apropiada para los degús ya que no contiene vitamina C, que es requerida por los degús, y además puede contener coccidiostatos que son tóxicos para estos animales. Se les debe proveer heno en cantidad suficiente, ya que lo necesitan debido a sus altos requerimientos de fibra y a la labor de desgaste esencial de los molares. También los degús y sus primos las chinchillas disfrutan mordiendo brócoli fresco, zanahorias, y el centro duro de varios tipos de lechuga. Los degús también disfrutan con la piel de tomates y pepinos. Cuando se les dé estos alimentos hay que cuidar que estén bien lavados; y además hay que cepillar la piel de los pepinos para remover capas de cualquier sustancia extraña. 
Para algunos degús alimentarlos con platos separados de comida es una buena idea ya que tienden a pelearse por la comida. Al igual que con la mayoría de los animales pequeños, debe dárseles agua fresca para beber diariamente en un tazón o una botella especial. Nótese también que aún si los platos de comida están vacíos esto no significa que el degú se haya comido todo; les gusta enterrar la comida y almacenarla. Si su degú está haciendo esto, es una buena señal de que están siendo sobrealimentados.
Los degús tienen incisivos y molares en constante crecimiento por lo que se les debe proveer constantemente de materiales para morder y roer. Si los degús no pueden afilar sus dientes, éstos pueden crecer demasiado y el animal no sería capaz de comer nada. La madera de manzano y avellano no es tóxica para los degús y los ayuda a controlar el tamaño de sus dientes. Ocasionalmente, deles bloques de calcio, que se pueden comprar en cualquier tienda de mascotas, y póngalos en su jaula para darles el suplemento necesario de calcio, fósforo y hierro (especialmente las hembras en gestación necesitan calcio). Otra cosa muy necesaria para evitar que los molares de los degús crezcan sin control es la presencia de heno fresco en su dieta (tanto como necesiten). Además de ser una base esencial en su dieta, es el alimento que mejor evita los problemas dentales de los degús.
De la misma forma que su primo mayor la chinchilla, los degús requieren baños de polvo regulares para mantener su piel libre de grasas y permitirles expresar comportamientos relacionados. Se puede usar el mismo producto que para las chinchillas.
Los degús son diurnos por naturaleza, aunque expresan patrones crepusculares tendiendo a ser más activos en las mañanas y tardes. Esto está relacionado con sus patrones en la vida salvaje, donde frecuentemente está demasiado caluroso para ellos para salir a buscar comida durante el mediodía en su hábitat natural. De cualquier forma, los degús son conocidos por ser capaces de invertir sus ritmos circadianos y volverse nocturnos en ciertas situaciones (pero esto es fácilmente revertido).
Algunos dueños de degús suplementan a sus mascotas con calcio y/o vitamina C en su agua para beber. Sin embargo, no ha sido comprobado concluyentemente que los degús requieran vitamina C en su dieta, y tales suplementos son propensos a deteriorase rápidamente en suspensión así que las dosis que cada degú recibe es desconocida. Se recomienda consultar a un veterinario acerca de los suplementos minerales que pueden administrarse al degú.